# Nowy Folwark (Ostróda)
Pour les articles homonymes, voir Nowy Folwark.
Nowy Folwark est un village polonais de la voïvodie de Varmie-Mazurie, dans le powiat d'Ostróda.